# 犀渠
犀渠，據《山海經·中山經》所載：「有獸焉，其狀如牛，蒼身，其音如嬰兒，是食人，其名曰犀渠。」郭璞在《圖讚》曰：「犀渠如牛，亦是啖人。」
在郝懿行注引左思的《吳都賦》時，對文中「戶有犀渠」一語解釋：「犀渠蓋犀牛之屬也。」可見犀渠應是古代中國對犀牛的誤解，錯認其為食人怪物。後來用犀皮製成的盾牌，也稱作犀渠。